# Alfred-Henri Recoura
Alfred Henri Recoura ou Alfred Recoura est un architecte français né le 30 septembre 1864 à Grenoble. Il meurt à La Tronche, près de Grenoble, le 6 décembre 1940.
Il est lauréat du prix de Rome et a été enseignant à l'École nationale supérieure des beaux-arts.

## Biographie
Alfred Recoura entre à l'École nationale supérieure des beaux-arts de Paris en 1885 où il fréquente l'atelier de Jean-Louis Pascal. Après avoir été deux fois logistes, il obtient le second grand prix de Rome en 1893 puis le premier grand prix de Rome en 1894 pour un projet d'école centrale. Il est pensionnaire de la villa Médicis entre 1895 et 1898.
En 1912, il est nommé architecte en chef de la Bibliothèque nationale de France en remplacement de son ancien professeur Jean-Louis Pascal et achève l'aménagement de la salle ovale. Il garde cette fonction jusqu'en 1932.
Il est surtout actif en tant qu'enseignant à l'École nationale supérieure des beaux-arts, ayant fondé un atelier en commun avec Gaston Redon, puis avec Jean-Baptiste Mathon. Cet atelier, installé rue Mazarine, était précédemment l'atelier de Jean-Louis Pascal.

## Distinctions
- Officier de la Légion d'honneur (décret du 12 janvier 1935). Il est fait officier par Gabriel Héraud le 4 mars 1935.

## Principales réalisations

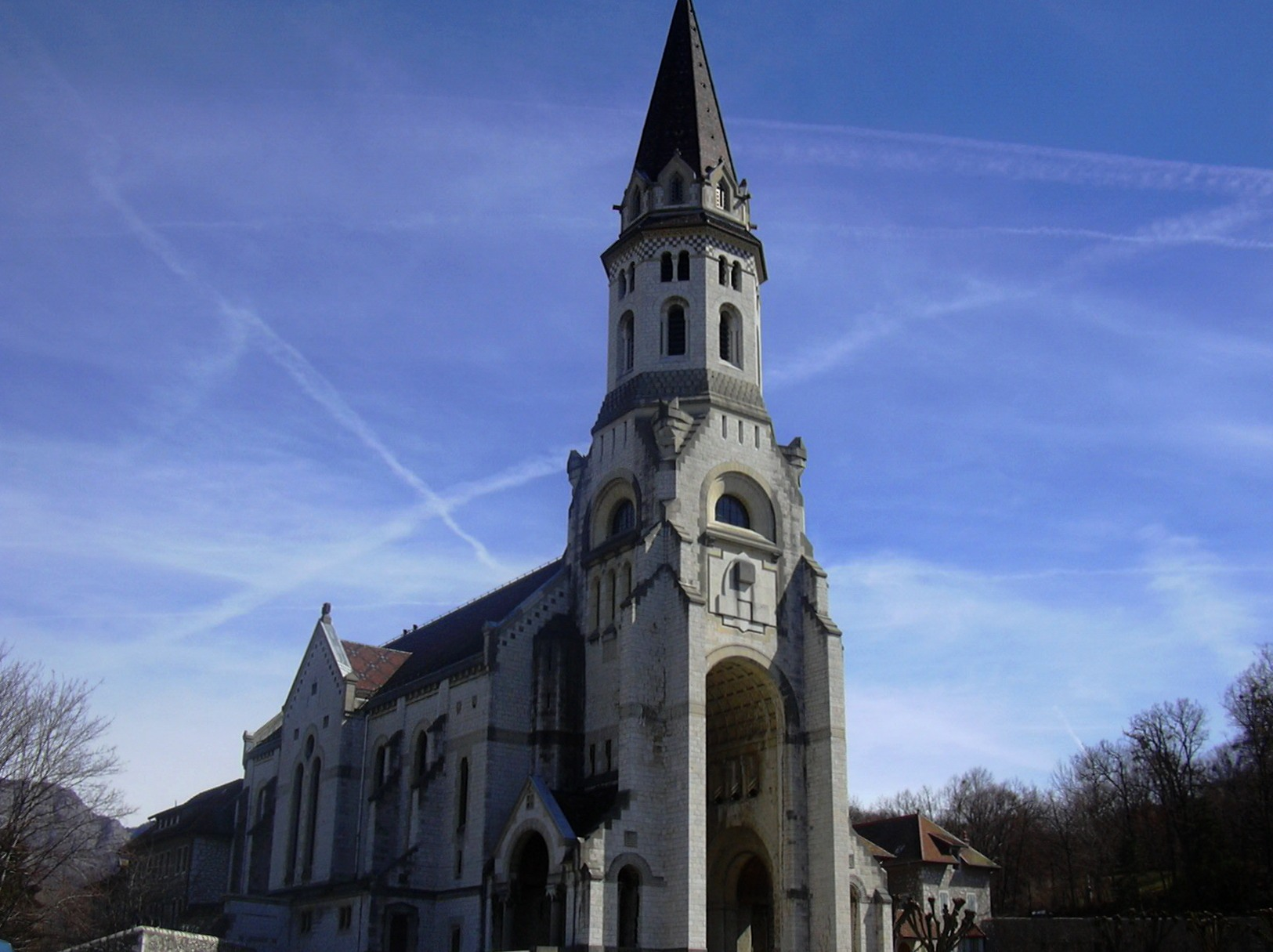
Basilique de la Visitation à Annecy.

- 1908 : église paroissiale Saint-Esprit dite chapelle des Gondoles à Choisy-le-Roi[4].
- 1909 : villa Beau-site, 19, avenue Raspail et 18, rue Camille-Flammarion à Juvisy-sur-Orge[5].
- 1910 : tombeau du peintre Ernest Hébert, dans son domaine à La Tronche, actuel Musée Hébert[6].
- 1922-1930 : basilique du monastère de la Visitation à Annecy[7].

## Élèves
- Jacques Carlu (1890-1976), Ier Grand Prix de Rome en architecture en 1919
- Gaston Glorieux (1898-1943), élève dès 1919, Ier Second Grand Prix de Rome en architecture en 1928
- Marcel Guillet (1894-1985), élève à partir de 1920
- Albert Laprade (1883-1978), élève dès 1903, diplômé en 1907
- Guy Morizet (1908-1993), élève de 1925 à 1936, 2ème logiste au Concours du Prix de Rome en 1935
- Michel Roux-Spitz (1888-1957), élève d'octobre 1912, Ier Grand Prix de Rome en architecture en 1920